# Macedonië (oudheid)
Macedonië (uitspraakⓘ of eigenlijk Makedonië )(Grieks: Μακεδονία, Makedonía) was een landstreek op de Balkan, die zich uitstrekte over het gebied waar tegenwoordig Macedonië in het noorden van Griekenland, Zuidwest-Bulgarije en het hedendaagse land Noord-Macedonië liggen. Het oude Macedonië werd in het westen door het Pindosgebergte begrensd en de bergen langs de grens tussen Griekenland en Albanië, in het noorden door het Sjargebergte en de waterscheiding tussen de Vardar en de Morava, in het oosten door het Piringebergte en in het zuiden door de Olympus en de Egeïsche Zee. Macedonië omvat de stroomgebieden van de Aliakmon, de Vardar en de Strymon.
Macedoniërs waren de inwoners van Macedonië.

## Geschiedenis
Een deel van deze streek werd in prehistorische tijden bewoond door de Makedones, maar er is over hun herkomst weinig met zekerheid bekend. Zij beschouwden zichzelf als Grieken, terwijl zij voor sommige Grieken barbaren waren. De aristocratie en de koningen uit de dynastie der Argeaden waren zonder twijfel Grieks. De Macedonische samenleving behield tot in historische tijden kenmerken van de prehistorische Griekse stammen: het feodale ridderschap en het door de vergadering van weerbare mannen te bekrachtigen koningschap. Op cultureel vlak bleven de Macedoniërs lange tijd afzijdig van de overige Grieken. Opmerkelijk is wel dat sommige koningen pogingen ondernamen om tot nauwere banden met Griekenland te komen.
Perdikkas I stichtte in de 7e eeuw v.Chr. in Macedonië het koningshuis van de Argeaden. 
De eerste werkelijk belangrijke vorst was Alexander I van Macedonië (498-454 v.Chr.), bijgenaamd de Filhelleen. Deze reorganiseerde zijn leger en verkreeg het recht de Olympische Spelen bij te wonen, waardoor hij intensief bij de cultuur van het oude Griekenland betrokken raakte. Hij heeft eens de dichter Pindarus naar zijn hof uitgenodigd en schonk een gouden beeld aan de tempel van Delphi. Zijn opvolger Perdikkas II had zelfs Socrates aan zijn hof willen uitnodigen. Koning Archelaos I verkreeg in deze periode al veel macht, regeerde vanaf 413 v.Chr., maar werd in 399 v.Chr. vermoord. Hij maakte zijn leger tot één der beste uit de klassieke oudheid, liet wegen in zijn land aanleggen en haalde kunstenaars als Euripides en Zeuxis naar zijn hof. Hij organiseerde ook toneelwedstrijden ter ere van Zeus en de Muzen en maakte van Pella zijn hoofdstad.
Macedonië in de oudheid kwam tot stand in de 4e eeuw v.Chr., toen koning Philippus II onder meer Thessalië en Thracië overwon en de Griekse stadstaten onderwierp. De zoon van Philippos II, Alexander de Grote ondernam enkele jaren later veldtochten naar het Perzische Rijk en veroverde het. Dat was de roemrijkste periode van de Macedonische geschiedenis. Alexander veroverde grote delen van Azië en Egypte en maakte Macedonië van kerngebied tot buitengewest van zijn Macedonische Rijk.
Na zijn dood werd het oorspronkelijke Macedonië een twistappel onder de diadochen Antigonos Monophthalmos, Kassander en Lysimachus, tot zich onder Antigonus Gonatas een meer stabiele dynastie vormde. Het koninkrijk Macedonië zou hierna snel de controle over deze grote Aziatische gebieden verliezen, maar kon de hegemonie over Griekenland bewaren totdat het zelf door de Romeinse Republiek in de Macedonische Oorlogen, 215 v.Chr. tot 148 v.Chr., werd verslagen. De dynastie werd in 168 v.Chr. door de Romeinen ten val gebracht, het land werd in vier vazalstaten verdeeld en 20 jaar later door de Romeinen een provincie gemaakt, hun provincie Macedonië.

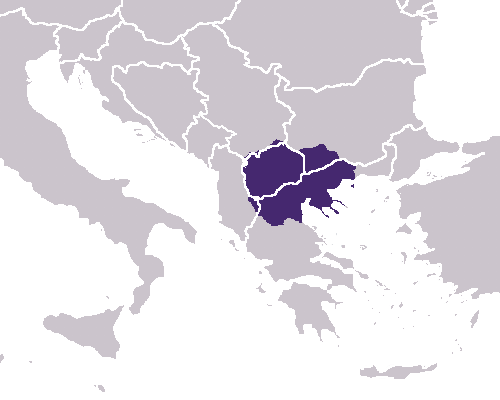
Historisch Macedonië en huidige staatsgrenzen

## Antiek en modern Macedonië
Het Macedonië van vroeger wordt vaak met het Macedonië van nu verward. Het gebied ten noorden van Griekenland dat sinds het uiteenvallen van Joegoslavië Macedonië heette, grenzend aan het Griekse Macedonië, leidde tot problemen met Griekenland. De naam is nu in Noord-Macedonië veranderd. 